# Dolany (Olomouc)
Dolany é uma comuna checa localizada na região de Olomouc, distrito de Olomouc.